# Buck Jones
Buck Jones, nato Charles Frederick Gebhart (Vincennes, 12 dicembre 1891 – Boston, 30 novembre 1942), è stato un attore statunitense che, negli anni venti, usò anche il nome Charles Jones.
Popolare star del western, fu anche stuntman, produttore e sceneggiatore. Nella sua carriera, che va dagli anni dieci ai primi anni quaranta, l'attore prese parte complessivamente a più di 150 film. Per il suo contributo all'industria cinematografica, Buck Jones ha una stella sulla Hollywood Walk of Fame al 6834 di Hollywood Blvd.

## Biografia
Nato nello stato dell'Indiana con il nome di Charles Frederick Gebhart, conobbe Odille "Dell" Osborne, che lavorava ai rodei; i due si sposarono nel 1915.
The Last Straw, che Charles Swickard co-diresse insieme a Denison Clift nel 1920, fu il primo film in cui Jones interpretò la parte del protagonista. Nel 1928, creò la Buck Jones Productions, una casa di produzione che ebbe breve durata, restando coinvolta l'anno seguente nel crollo di Wall Street dell'ottobre 1929.
Buck Jones fu una delle 492 vittime dell'incendio che distrusse il 28 novembre 1942 il Cocoanut Grove di Boston. L'attore morì due giorni dopo, il 30 novembre, all'età di 50 anni.
La figlia, Maxine Jones, nata nel 1918, sposò l'attore Noah Beery Jr..

## Filmografia

### Attore
- Life on the 101 Ranch, Bliss Oklahoma - cortometraggio (1914)
- The Outlaw Reforms - cortometraggio (1914)
- A Rough Shod Fighter (1917)
- Western Blood, regia di Lynn Reynolds (1918)
- True Blue, regia di Frank Lloyd (1918)
- Selfish Yates, regia di William S. Hart (1918)
- Riders of the Purple Sage, regia di Frank Lloyd (1918)
- The Rainbow Trail, regia di Frank Lloyd (1918)
- The Desert Rat, regia di Leon De La Mothe - cortometraggio (1919)
- The Two Doyles, regia di Leon De La Mothe - cortometraggio (1919)
- Hell's Fury Gordon, regia di Leon De La Mothe - cortometraggio (1919)
- The Sheriff's Son, regia di Victor Schertzinger (1919)
- Fighting for Gold, regia di E. J. Le Saint (1919)
- Vengeance and the Girl, regia di Leon De La Mothe - cortometraggio (1919)
- Pitfalls of a Big City, regia di Frank Lloyd (1919)
- The Uphill Climb, regia di Leon De La Mothe - cortometraggio (1919)
- The Coming of the Law, regia di Arthur Rosson (1919)
- The Puncher and the Pup, regia di Leon De La Mothe - cortometraggio (1919)
- Shackles of Fate - cortometraggio (1919)
- The Wilderness Trail, regia di Edward J. Le Saint (1919)
- When Pals Fall Out, regia di Leon De La Mothe - cortometraggio (1919)
- Il romanzo dell'infaticabile cavaliere (Rough-Riding Romance), regia di Arthur Rosson (1919)
- Brother Bill, regia di Leon De La Mothe - cortometraggio (1919)
- The Speed Maniac, regia di Edward J. Le Saint (1919)
- Cupid's Roundup - cortometraggio (1919)
- The Cowboy and the Rajah, regia di Leon De La Mothe - cortometraggio (1919)
- The Feud, regia di Edward LeSaint (1919)
- The Cyclone, regia di Clifford Smith (1920)
- The Last Straw, regia di Denison Clift e Charles Swickard (1920)
- Amici per la pelle (Just Pals), regia di John Ford (1920)
- Sunset Sprague, regia di Paul Cazeneuve e Thomas N. Heffron (1920)
- Forbidden Trails, regia di Scott R. Dunlap (1920)
- Firebrand Trevison, regia di Thomas N. Heffron (1920)
- Two Moons, regia di Edward J. Le Saint (1920)
- La grande forza (The Big Punch), regia di John Ford (1921)
- The One-Man Trail, regia di Bernard J. Durning (1921)
- Get Your Man, regia di George W. Hill e William K. Howard (1921)
- Straight from the Shoulder, regia di Bernard Durning (1921)
- To a Finish, regia di Bernard J. Durning (1921)
- Bar Nothing, regia di Edward Sedgwick (1921)
- Riding with Death, regia di Jacques Jaccard (1921)
- Pardon My Nerve!, regia di Reeves Eason (1922)
- Western Speed, regia di Scott R. Dunlap, C.R. Wallace e William Wallace (1922)
- Roughshod, regia di B. Reeves Eason (1922)
- Trooper O'Neill, regia di Scott R. Dunlap e C.R. Wallace (1922)
- West of Chicago, regia di Scott R. Dunlap e C.R. Wallace (1922)
- The Fast Mail, regia di Bernard J. Durning (1922)
- Bells of San Juan, regia di Scott R. Dunlap (1922)
- The Boss of Camp Four, regia di W. S. Van Dyke (1922)
- The Footlight Ranger, regia di Scott R. Dunlap (1923)
- Snowdrift, regia di Scott R. Dunlap (1923)
- The Eleventh Hour, regia di Bernard J. Durning (1923)
- Skid Proof, regia di Scott R. Dunlap (1923)
- Second Hand Love, regia di William A. Wellman (1923)
- Hell's Hole, regia di Emmett J. Flynn (1923)
- Big Dan, regia di William A. Wellman (1923)
- Cupid's Fireman, regia di William A. Wellman (1923)
- The Circus Cowboy, regia di William A. Wellman (1924)
- The Desert Outlaw, regia di Edmund Mortimer (1924)
- The Vagabond Trail, regia di William A. Wellman (1924)
- Against All Odds, regia di Edmund Mortimer (1924)
- Winner Take All, regia di W. S. Van Dyke  (1924)
- Not a Drum Was Heard, regia di William A. Wellman (1924)
- The Man Who Played Square, regia di Alfred Santell (1924)
- The Arizona Romeo, regia di Edmund Mortimer (1925)
- Dick Turpin, regia di John G. Blystone (1925)
- The Trail Rider, regia di W. S. Van Dyke (1925)
- Gold and the Girl, regia di Edmund Mortimer (1925)
- Hearts and Spurs, regia di W.S. Van Dyke (1925)
- Timber Wolf, regia di W. S. Van Dyke (1925)
- Durand of the Bad Lands, regia di Lynn Reynolds (1925)
- Lazybones, regia di Frank Borzage (1925)
- The Desert's Price, regia di W.S. Van Dyke (1925)
- The Cowboy and the Countess, regia di Roy William Neill (1926)
- The Fighting Buckaroo
- A Man Four-Square, regia di Roy William Neill (1926)
- The Gentle Cyclone, regia di W. S. Van Dyke (1926)
- The Flying Horseman, regia di Orville O. Dull (1926)
- 30 Below Zero, regia di Robert P. Kerr e, non accreditato, Lambert Hillyer (1926)
- Desert Valley, regia di Scott R. Dunlap (1926)
- The War Horse, regia di Lambert Hillyer (1927)
- Whispering Sage, regia di Scott R. Dunlap (1927)
- Hills of Peril, regia di Lambert Hillyer (1927)
- Good As Gold, regia di Scott R. Dunlap (1927)
- Chain Lightning, regia di Lambert Hillyer (1927)
- Black Jack, regia di Orville O. Dull (1927)
- Blood Will Tell, regia di Ray Flynn (1927)
- The Branded Sombrero, regia di Lambert Hillyer (1928)
- The Big Hop, regia di James W. Horne (1928)
- The Lone Rider, regia di Louis King (1930)
- La fattoria dei fantasmi (1930)
- Men Without Law (1930)
- The Dawn Trail (1930)
- Screen Snapshots Series 10, No. 5 (1930)
- Desert Vengeance (1931)
- The Avenger (1931)
- The Texas Ranger (1931)
- The Fighting Sheriff (1931)
- Branded (1931)
- Border Law, regia di Louis King (1931)
- The Range Feud, regia di D. Ross Lederman (1931)
- The Deadline, regia di Lambert Hillyer (1931)
- Ridin' for Justice (1932)
- One Man Law (1932)
- I violenti del Nevada (1932)
- High Speed, film di D. Ross Lederman (1932)
- Hello Trouble, regia di Lambert Hillyer (1932)
- McKenna of the Mounted (1932)
- White Eagle (1932)
- Forbidden Trail (1932)
- Sundown Rider (1932)
- Il prezzo del piacere (1933)
- Treason, regia di George B. Seitz (1933)
- The California Trail (1933)
- The Thrill Hunter, regia di George B. Seitz (1933)
- Unknown Valley (1933)
- Gordon of Ghost City (1933)
- The Fighting Code (1933)
- The Fighting Ranger, regia di George B. Seitz (1934)
- The Man Trailer, regia di Lambert Hillyer (1934)
- The Red Rider, regia di Lew Landers (1934) - serial cinematografico
- Rocky Rhodes, regia di Alfred Raboch (1934)
- When a Man Sees Red, regia di Alan James (1934)
- The Crimson Trail, regia di Alfred Raboch (1935)
- Stone of Silver Creek, regia di Nick Grinde (1935)
- Border Brigands, regia di Nick Grinde (1935)
- The Roaring West, regia di Ray Taylor (1935)
- Outlawed Guns, regia di Ray Taylor (1935)
- The Throwback, regia di Ray Taylor (1935)
- The Ivory-Handled Gun, regia di Ray Taylor (1935)
- Sunset of Power, regia di Ray Taylor (1936)
- Silver Spurs, regia di Ray Taylor (1936)
- For the Service , regia di Buck Jones (1936)
- The Cowboy and the Kid, regia di Ray Taylor (1936)
- The Phantom Rider, regia di Ray Taylor (1936)
- Ride 'Em Cowboy, regia di Lesley Selander (1936)
- The Boss Rider of Gun Creek, regia di Lesley Selander (1936)
- Empty Saddles, regia di Lesley Selander (1936)
- Sandflow (1937)
- Left-Handed Law (1937)
- Smoke Tree Range (1937)
- Black Aces (1937)
- Law for Tombstone (1937)
- Hollywood Round-Up (1937)
- Boss of Lonely Valley (1937)
- Sudden Bill Dorn (1937)
- Headin' East (1937)
- The Overland Express (1938)
- Screen Snapshots Series 17, No. 12 (1938)
- The Stranger from Arizona, regia di Elmer Clifton (1938)
- Law of the Texan, regia di Elmer Clifton (1938)
- California Frontier , regia di Elmer Clifton (1938)
- Unmarried, regia di Kurt Neumann (1939)
- Wagons Westward, regia di Lew Landers (1940)
- White Eagle, regia di James W. Horne (1941)
- Riders of Death Valley, regia di Ford Beebe, Ray Taylor (1941)
- Arizona Bound, regia di Spencer Gordon Bennet (1941)
- The Gunman from Bodie, regia di Spencer Gordon Bennet (1941)
- Forbidden Trails, regia di Robert N. Bradbury (1941)
- Below the Border (1942)
- Ghost Town Law, regia di Howard Bretherton (1942)
- Down Texas Way, regia di Howard Bretherton (1942)
- Riders of the West (1942)
- West of the Law, regia di Howard Bretherton (1942)
- Dawn on the Great Divide, regia di Howard Bretherton (1942)